# سوف‌آزادسانان
سوف‌آزادسانان (نام علمی: Percopsiformes) نام یک راسته از فرورده پیوسته‌استخوانان است.